# Servizio Federale delle Truppe Ferroviarie russe
Le Truppe Ferroviarie della Federazione Russa sono un servizio delle Forze Armate responsabile della sicurezza delle ferrovie, sia in tempo di pace sia in tempo di guerra. Forti di 45.000 soldati e 5.000 civili (dati del 2005), avevano sede a Mosca.

## Storia
Il primo corpo armato specializzato in sicurezza ferroviaria, in Russia, risale al 1851.
Tuttavia, le attuali Truppe Ferroviarie vennero istituite dopo il crollo dell'Unione Sovietica per Decreto Presidenziale il 18 aprile 1992. Lo stesso decreto stabiliva che erano subordinate Ministero dell'Architettura, delle Costruzioni e delle Abitazioni.
Una prima riforma del loro status si ebbe nel 1994, quando un altro decreto stabilì che dovevano operare come un'istituzione indipendente sotto il Ministero delle Ferrovie russo. Nel 1995, si decise di strutturarle come un Servizio Federale separato.
Il decreto presidenziale n°314 del 9 marzo 2004 ha soppresso il servizio e le funzioni del corpo sono passate al ministero della difesa.

## Compiti
I compiti delle Forze Armate Ferroviarie erano piuttosto ampi:
- manutenzione tecnica e riparazione delle linee ferroviarie;
- ricostruzione delle linee ferrate in seguito ad incidenti o calamità naturali;
- mantenimento della sicurezza delle linee stesse;
- costruzione di nuove linee (sia in tempo di guerra, sia di pace);
- accrescere le capacità di trasporto e resistenza delle linee esistenti;
- in tempo di guerra, appoggio alle operazioni di mobilitazione ed alle truppe combattenti (movimentazione e rifornimento delle stesse).

Per essere in grado di svolgere con efficacia i compiti loro assegnati, le Truppe Ferroviarie avevano lo status di entità legali: erano in grado di agire autonomamente per stringere accordi e stipulare contratti con altre aziende o enti statali attivi nelle operazioni di costruzione e modernizzazione delle ferrovie della Federazione Russa.

## Organizzazione
Il comando delle Truppe Ferroviarie era situato a Mosca. Dal punto di vista organizzativo, erano organizzate in quattro comandi territoriali, suddivisi in un numero variabile di brigate ferroviarie autonome.
- 5º Comando Territoriale (ex 1º Corpo Ferroviario), con comando a Chabarovsk. Composto da quattro brigate, era attivo nel Distretto Militare dell'Estremo Oriente.
- 6º Comando Territoriale (ex 4º Corpo Ferroviario), con comando ad Ekaterinburg. Composto da tre brigate, era attivo nel Distretto Militare Volga-Urali.
- 7º Comando Territoriale (ex 35º Corpo Ferroviario), con comando a Smolensk. Composto da tre brigate, era attivo nel Distretto Militare di Mosca.
- 8º Comando Territoriale (ex 76º Corpo Ferroviario), con comando a Volgograd. Composto da due brigate, era attivo nel Distretto Militare del Caucaso Settentrionale.

A questi quattro corpi, occorre aggiungere il 333º battaglione autonomo pontieri, che aveva sede a Volgograd e dipendeva direttamente dal comando centrale.